# Happy Days (banda)
Happy Days es una banda de black/doom metal originaria de Florida, Estados Unidos, creada por Morbid (guitarra, teclado, voz) y Karmageddon (batería).
Las letras de sus canciones hablan de la depresión, el suicidio, la negatividad y la misantropía.
Los sonidos en general de esta banda son lentos y fúnebres, voz agónica y riffs melancólicos que producen una atmósfera lúgubre y depresiva.
A pesar de que la banda esté conformada por dos personas, Morbid, creador de la banda, asegura que él es el único e irrefutable miembro de esta.
A pesar de que la banda tiene orígenes de Estados Unidos, la mayoría de sus canciones son cantadas en Noruego, influenciados por la ola "True Norwegian Black Metal"

## Historia
En el 2007 editaron su primer demo llamado «Alone and Cold», fue el primer trabajo de la banda, sus letras son muy duras y explícitas. La voz gutural se combina con sollozos de Morbid en la mayoría de las canciones. A lo largo de sus siguientes trabajos discográficos la temática
lírica permanece intacta, no así con el sonido, que mejoró notablemente hasta la actualidad,
con su último disco: Cause of death: Life publicado en marzo de 2012.

## Discografía
- Alone and Cold (Demo - 2007)
- A World of Pain (Demo - 2007)
- Drowning in Negativity (Demo - 2007)
- The Bitter Taste of Life (Split - 2008)
- Melancholic Memories (CD - 2008)
- Defeated by Life (CD - 2008)
- Children of Failure (Split - 2009)
- Happiness Stops Here... (CD - 2009)
- The First Step Towards Suicide (Split - 2010)
- Cause of Death: Life (CD - 2012)
- Save Yourself (CD - 2018)
- Reaching for Silence (Split - 2018)